# 武藤裕也
武藤 裕也（むとう ゆうや、1978年 - ）は、日本の写真家。自然写真、心象風景の系譜。
30歳で会社を辞めた後、裏磐梯のペンションで居候生活を送りながら写真を撮り、デビュー作となる「雪とけて それから」を発表する。（富士フイルムフォトサロン 六本木）

## 主要展覧会
- 雪とけて それから（富士フイルムフォトサロン 六本木 2010年）
- はじまりの唄（キヤノンギャラリー 銀座、梅田、福岡 2013年）
- Born Good（Galerie planète rouge France Paris 2015年）
- 一滴の継承（キヤノンギャラリー 銀座、梅田、福岡 2016年）
- unfettered light（Galerie planète rouge France Paris 2016年）

## 講師
- クラブツーリズム株式会社
- 朝活写真部（PHaT PHOTO写真教室）
- 新風景写真部（PHaT PHOTO写真教室）
- 東京ぶらフォト（リコーイメージング銀座）

## 著書
- ミゾタユキ、武藤裕也、趣味応援編集部、ほか『趣味応援！デジカメ編　デジタル一眼レフ 風景・夜景 入門 (MYCOMムック 趣味応援!デジカメ編)』（改）毎日コミュニケーションズ〈マイコミムック〉、2010年9月29日。ISBN 978-4-8399-3711-9。
- 永田一八、星紀明、飯塚直、武藤裕也『Android Fan Vol.3』（改）マイナビ〈マイナビムック〉、2011年12月17日。ISBN 978-4-8399-4165-9。
- 大丸剛史、澤村徹、武藤裕也、永山昌克『GR DIGITAL IV START BOOK』（改）マイナビ〈マイナビムック〉、2012年1月21日。ISBN 978-4-8399-4140-6。
- 大丸剛史、澤村徹、武藤裕也、永山昌克『Panasonic LUMIX GX1 START BOOK』（改）マイナビ〈マイナビムック〉、2012年4月7日。ISBN 978-4-8399-4202-1。
- 永山昌克、ミゾタユキ、武藤裕也、喜多悠介『OLYMPUS OM-D E-M5 START BOOK』（改）マイナビ〈マイナビムック〉、2012年6月23日。ISBN 978-4-8399-4375-2。